# Torrent del Salt de la Núvia
El Torrent del Salt de la Núvia és un torrent que discorre pel de Bigues (poble del Vallès) . Es forma a migdia del Turó de l'Arbocer i al nord-est de la masia de Can Riera, molt a prop del termenal amb l'Ametlla del Vallès, des d'on davalla cap a l'oest-sud-oest, passa a migdia de les masies de Collfred i Can Bori, lloc on gira cap al sud-oest. Sempre en aquesta direcció, discorre a llevant de Can Met i a ponent de Ca l'Isidre de Dalt; poc després passa a llevant de Can Benet Vell i de Can Frare, on gira cap a ponent just en el lloc on hi ha el Salt de la Núvia. Des d'aquest lloc passa a migdia del Veïnat i al nord de la Parròquia de Bigues, fins que arriba al sud-est de Can Vermell, on s'aboca en el torrent de Can Vedell.